# St. George, Kansas
St. George är en ort i Pottawatomie County i Kansas. Vid 2020 års folkräkning hade St. George 1 054 invånare.